# Северный бурый ревун
Северный бурый ревун (лат. Alouatta guariba guariba) — типовой подвид бурого ревуна, обитающий в Бразилии. Он занесен в список находящихся под угрозой исчезновения, его численность составляет менее 250 особей, обитающих в районе реки Жекитиньонья. Питается фруктами, цветами и, что особенно важно, незрелыми листьями, которые легче переваривать, чем зрелые листья; было показано, что добыча этой пищи в на склонах холмов требует больших затрат энергии, чем в долинах. 

## Распространение и среда обитания
Северный бурый ревун является эндемиком провинции Минас-Жерайс в Бразилии и южной части штата Баия. Его ареал простирается от Атлантического побережья до Рио-Пардо и Агуас-Вермельяс на севере, и до реки Жекитиньонья и Виржен-да-Лапа на западе и юге, в значительной степени очерченный внутренней протяженностью прибрежного пояса тропических лесов. Хотя подвид в основном обитает в пологе первичного леса, он может адаптироваться к вторичному лесу и другим нарушенным местообитаниям. Он также может присутствовать в северной части провинции Эшпириту-Санту и, по-видимому, имел более широкий ареал в прошлом. 
Северный бурый ревун присутствует в нескольких охраняемых зонах, включая заповедник Мата Эскура, где также встречаются находящиеся под угрозой исчезновения рыжеватая обезьяна (Brachyteles hypoxanthus) и желтобрюхий капуцин (Sapajus xanthosternos). Однако этот заповедник находится недалеко от сельских поселений и подвергается незаконной вырубке леса, охоте и учащению случаев лесных пожаров. Это животное также присутствовать в других охраняемых зонах, но это неизвестно, поскольку южная граница распространения подвида неясна.

## Экология
Бурые ревуны известны своим громким ревом, который можно услышать на расстоянии не менее 1,6 км. Они живут в пологе леса небольшими социальными группами, при этом самцы крупнее самок. Длинный хвост цепкий; нижняя часть около кончика лишена волос, и обезьяна может висеть на хвосте во время питания. Бурые ревуны в основном едят листья и фрукты с самых разных деревьев, кустарников, лиан и виноградных лоз; особенно предпочитают Ficus, Zanthoxylum и Eugenia, но их рацион довольно гибкий и может включать стебли, почки, цветы, семена и мох.

## Охранный статус
Международный союз охраны природы оценил охранный статус этой обезьяны как находящуюся под угрозой исчезновения. Это связано с ограниченным ареалом и воздействием человека на ее места обитания; вырубка леса для расчистки места под скотоводство сократила лес до нескольких фрагментов, на животных охотятся ради мяса диких животных, а среда обитания еще больше деградировала из-за пожаров. Общая популяция может составлять менее 250 животных, причем число взрослых особей составляет менее пятидесяти.